# Piotr Tomasik (duchowny)
Piotr Antoni Tomasik (ur. 22 lipca 1961 w Warszawie) – polski duchowny katolicki, teolog, profesor nauk teologicznych, nauczyciel akademicki Uniwersytetu Kardynała Stefana Wyszyńskiego, od 2012 dziekan Wydziału Teologicznego Uniwersytetu Kardynała Stefana Wyszyńskiego w Warszawie.

## Życiorys
Święcenia prezbiteratu otrzymał 28 maja 1988, tytuł zawodowy magistra także w 1988, a licencjata w 1991. Doktorat obronił w 1997, a habilitację otrzymał w 2004. W 2014 uzyskał tytuł naukowy profesora nauk teologicznych.
Specjalizuje się w katechetyce i teologii pastoralnej. Pełni funkcje kierownika Katedry Liturgiki Pastoralnej w Instytucie Liturgiki i Homiletyki UKSW (od 2005), dziekana Wydziału Teologicznego UKSW (od 2012; w latach 2008-2012 był prodziekanem tego wydziału), koordynatora Biura Programowania Katechezy przy Komisji Wychowania Katolickiego Konferencji Episkopatu Polski (od 2001), konsultora Komisji Wychowania Katolickiego KEP (od 2005), przewodniczącego Zespołu Komisji Wychowania KEP ds. Egzaminu Maturalnego z Religii (od 2006) oraz konsultor Rady Naukowej KEP (od 2012). Był kierownikiem  studiów doktoranckich na Wydziale Teologicznym UKSW (2012), a także przewodniczącym Zespołu Komisji Wychowania Katolickiego Konferencji Episkopatu Polski ds. Nowelizacji Programów Katechetycznych (2008-2010).
Został odznaczony Medalem Komisji Edukacji Narodowej oraz Srebrnym Medalem za Długoletnią Służbę.

## Ważniejsze publikacje
- Idźcie na cały świat : podręcznik do nauki religii dla klasy VIII szkoły podstawowej (1998)
- Słowo blisko ciebie : podręcznik do nauki religii dla I klasy gimnazjum (1999)
- Tak niech świeci wasze światło : poradnik dla nauczyciela religii w III klasie gimnazjum  (2001)
- Religia w dialogu z edukacją : studium na temat korelacji nauczania religii katolickiej z polską edukacją szkolną (2004)
- Dom na skale : podręcznik do nauki religii dla II klasy gimnazjum (2005)
- Tak niech świeci wasze światło : podręcznik do nauki religii dla III klasy gimnazjum (2006)
- Twoje Słowo światłem na mojej drodze : podręcznik do nauczania religii w I klasie gimnazjum (2012)
- Twoje Słowo światłem na mojej drodze : poradnik metodyczny do nauczania religii w I klasie gimnazjum (2012)
- Ty ścieżkę życia mi ukażesz : podręcznik do nauki religii dla II klasy gimnazjum (2013)
- Ty ścieżkę życia mi ukażesz : poradnik metodyczny do nauczania religii w II klasie gimnazjum  (2013)
- Wy jesteście światłem świata : podręcznik do nauczania religii w klasie III gimnazjum (2014)
- Wy jesteście światłem świata : poradnik metodyczny do nauczania religii w III klasie gimnazjum  (2014)